# Jekaterina Podkopajeva
Jekaterina Podkopajeva (Russisch:Екатерина Подкопаева) (Moskou, 11 juni 1952) is een voormalige Russische middellangeafstandsloopster, die gespecialiseerd was in de 1500 m. Ze werd tweemaal wereldindoorkampioene, tweemaal Europees indoorkampioene en meervoudig nationaal kampioene. Op internationale wedstrijden kwam ze in eerste instantie uit voor de Sovjet-Unie, maar later voor Rusland. Ze nam eenmaal deel aan de Olympische Spelen. Op de zelden gelopen 4 x 800 m indoor estafette had ze van 1994 tot 2010 het Europese record in handen.

## Biografie
In 1983 kreeg Podkopajeva internationale bekendheid met het winnen van een bronzen medaille op de 800 m en de 1500 m bij de wereldkampioenschappen atletiek in Helsinki. In datzelfde jaar liep ze haar PR van 1.55,96.
Haar eerste grote succes behaalde ze op de Europese indoorkampioenschappen van 1992 in de Italiaanse stad Genua door goud te winnen op de 1500 m. In datzelfde jaar werd ze achtste op de Olympische Spelen van Barcelona. Het volgende jaar werd ze voor de eerste maal wereldindoorkampioene op de 1500 m. Hierna zouden nog een Europese titel (1994) en een wereldindoortitel (1997) volgen. Met 44 jaar was ze de oudste wereldkampioene uit de atletiekgeschiedenis.
Ook op estafettegebied boekte Podkopajeva succes. Op 4 februari 1994 verbeterde ze samen met haar teamgenotes Olga Koeznetsova, Jelena Afanasjeva en Olga Zajtseva als slotloopster het Europees record op de 4 x 800 m estafette.
In 1998 zette Jekaterina Podkopajeva een punt achter haar sportcarrière. Ze was in haar actieve tijd aangesloten bij SA Moskva.

## Titels
- Wereldkampioene 1500 m (indoor) - 1993, 1997
- Europees kampioene 1500 m (indoor) - 1992, 1994
- Russisch kampioene 800 m (indoor) - 1994
- Russisch kampioene 1500 m (indoor) - 1993, 1994, 1996
- Russisch kampioene 1500 m (outdoor) - 1992
- Sovjet kampioene 800 m (outdoor) - 1984
- Sovjet kampioene 800 m (indoor) - 1984
- Sovjet kampioene 1500 m (indoor) - 1983, 1985, 1992
- Sovjet kampioene 1500 m (outdoor) - 1989

## Persoonlijke records
outdoor
| Onderdeel   | Prestatie | Datum            | Plaats            |
| ----------- | --------- | ---------------- | ----------------- |
| 800 m       | 1.55,96   | 27 juli 1983     | Leningrad         |
| 1000 m      | 2.37,27   | 2 juli 1993      | Villeneuve-d'Ascq |
| 1500 m      | 3.56,65   | 2 september 1984 | Rieti             |
| 1 Eng. mijl | 4.23,78   | 9 juni 1993      | Rome              |

Indoor
| Onderdeel | Prestatie | Datum            | Plaats |
| --------- | --------- | ---------------- | ------ |
| 800 m     | 2.02,14   | 18 februari 1997 | Moskou |
| 1500 m    | 4.05,19   | 9 maart 1997     | Parijs |

## Prestaties
| Jaar | Wedstrijd               | Plaats            | Resultaat | Onderdeel | Tijd    |
| ---- | ----------------------- | ----------------- | --------- | --------- | ------- |
| 1983 | WK                      | Helsinki          | 3e        | 800 m     | 1.57,58 |
| 1983 | WK                      | Helsinki          | 3e        | 1500 m    | 4.02,25 |
| 1984 | Olympische Boycotspelen | Praag             | 3e        | 1500 m    | 4.01,61 |
| 1989 | Wereldbeker             | Barcelona         | 2e        | 1500 m    | 4.19,44 |
| 1990 | Grand Prix Finale       | Seattle           | 2e        | 1500 m    | 4.09,91 |
| 1992 | EK indoor               | Genua             | 1e        | 1500 m    | 4.06,61 |
|      | OS                      | Barcelona         | 8e        | 1500 m    | 4.02,03 |
|      | Wereldbeker             | Havana            | 1e        | 1500 m    | 4.17,60 |
| 1993 | WK indoor               | Toronto           | 1e        | 1500 m    | 4.28,75 |
| 1994 | EK indoor               | Parijs            | 1e        | 1500 m    | 4.06,46 |
|      | Goodwill Games          | Sint-Petersburg   | 1e        | 1500 m    | 4.04,92 |
|      | Grand Prix Finale       | Parijs            | 3e        | 1500 m    | 4.01,92 |
|      | EK                      | Helsinki          | 3e        | 1500 m    | 4.19,37 |
| 1995 | Europese beker          | Villeneuve-d'Ascq | 2e        | 1500 m    | 4.07,88 |
| 1996 | EK indoor               | Stockholm         | 2e        | 1500 m    | 4.09,65 |
|      | Grand Prix Finale       | Milaan            | 3e        | 1500 m    | 4.12,14 |
| 1997 | WK indoor               | Parijs            | 1e        | 1500 m    | 4.05,19 |
|      | Grand Prix Finale       | Fukuoka           | 10e       | 1 mijl    | 4.48,42 |